# Брацлавский уезд
Бра́цлавский уе́зд — административная единица в составе Брацлавского наместничества (1793—1796), а позже — Подольской губернии, существовавшей c 1796 года по 1923 год. Центр — город Брацлав.

## География
Брацлавский уезд располагался в центральной части Подольской губернии, гранича на северо-западе с Винницким, на юго-западе с Ямпольским, на юге с Ольгопольским, на западе с Гайсинским уездом, а на севере с Киевской губернией. Наиболее значительная река уезда - Южный Буг.

## Административное устройство
На 1904 год уезд имел следующее административное устройство:
- уездный город Брацлав
- Журавлёвская волость
- Клебанская волость
- Лучанская волость — Лука
- Монастырская волость
- Немировская волость
- Ободнянская волость
- Печерская волость — Печера
- Рубанская волость
- Савинецкая волость
- Тростянецкая волость
- Холодовская волость
- Шпиковская волость

## Население
По переписи 1897 года население уезда составляло 241 868 человек, в том числе в городе Брацлав — 7863 жит.

### Национальный состав
Национальный состав по переписи 1897 года:
- украинцы (малороссы) — 199 859 чел. (82,6 %),
- евреи — 28 142 чел. (11,6 %),
- русские — 7948 чел. (3,3 %),
- поляки — 4824 чел. (2,0 %),

## Религия
В уезде в местечке Немиров находился Немировский евангелическо-лютеранский пасторат, в ведении которого находилась вся Подольская губерния, за исключением Каменецкого и Ушицкого уездов.